# Berbești
Berbești es una ciudad con estatus de oraș de Rumania ubicada en el distrito de Vâlcea.
Según el censo de 2011, tiene 4864 habitantes, mientras que en el censo de 2002 tenía 5780 habitantes. La mayoría de la población es de etnia rumana (94,21 %).
La mayoría de los habitantes son cristianos de la Iglesia Ortodoxa Rumana (93,11 %), con una minoría de adventistas del Séptimo Día (1,22 %).
Adquirió rango urbano en 2003. Los pueblos de Dămțeni, Dealu Aluniș, Roșioara, Târgu Gângulești y Valea Mare son pedanías de la ciudad.
Se ubica en el oeste del distrito sobre la carretera 605A.